# Republik Molossia
Die Republik Molossia (engl.: Republic of Molossia, span.: República de Molossia, esperanto: Respubliko Molossia), auch Molossia genannt, ist eine Mikronation, die 4,5 Hektar Land bei Dayton, Nevada für sich beansprucht, jedoch weder von einer souveränen Nation noch von den Vereinten Nationen anerkannt wird. Amtssprachen der Republik sind Englisch, Esperanto und Spanisch.

## Geografie und Klima
Die Mikronation liegt im US-amerikanischen Wüstenstaat Nevada.
Das Klima dort ist trocken mit Temperaturen um die 35 °C. Das Terrain ist kaum vegetiert und beherbergt Pflanzen wie beispielsweise Wüsten-Beifuß oder Pinyon-Kiefern.
In 45 km Entfernung befinden sich der Lake Tahoe sowie die Stadt Virginia City. Der nächste größere Flughafen befindet sich ebenfalls 45 km entfernt in Reno, Nevada.

## Geschichte

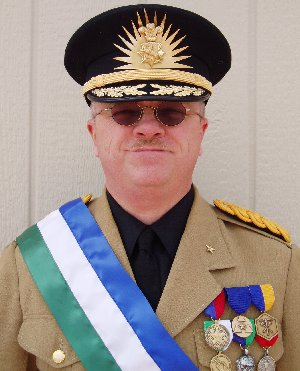
Kevin Baugh (2008)

Die Republik Molossia wurde am 26. Mai 1977, damals noch unter dem Namen „The Grand Republic of Vuldstein“ (dt.: Die Große Republik von Vuldstein), von Kevin Baugh und dessen Freund James als Kindheitsprojekt gegründet. Die Idee kam den beiden Männern durch den Film Die Maus, die brüllte.

## Krieg gegen die DDR
Im Jahr 1983, als Kevin Baugh als US-Army-Sergeant in Westdeutschland stationiert war, erklärte er der DDR den Krieg, da er laut eigenen Aussagen davon genervt war, „jede Nacht mehrere Male aufzustehen, um die kommunistische Gefahr zu bekämpfen“. Seit der Wiedervereinigung im Jahr 1990 ist die DDR offiziell aufgelöst.

## Wirtschaft

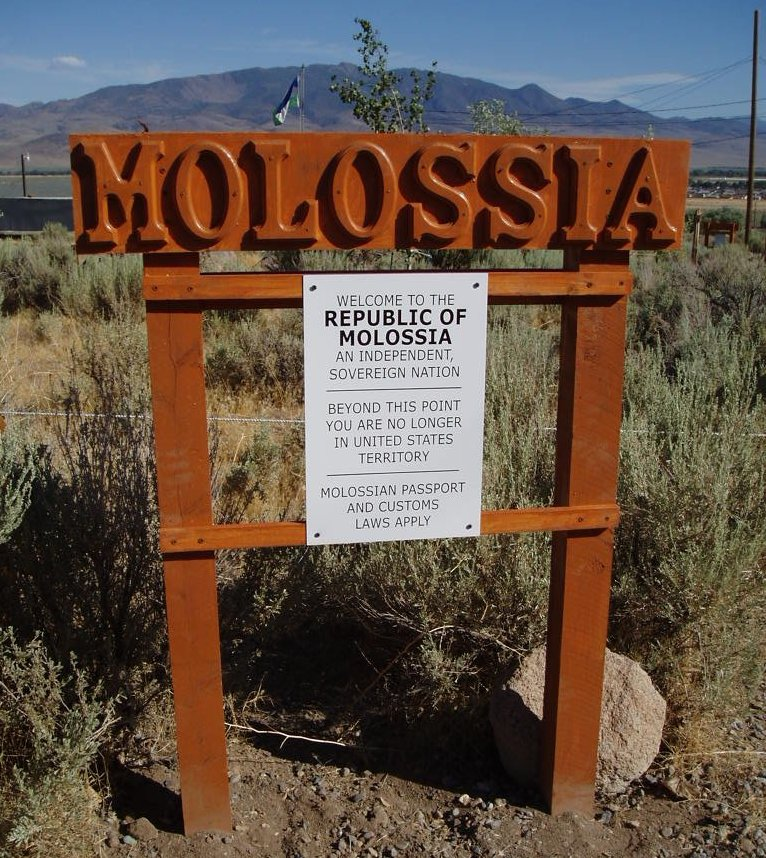
Hinweisschild an der „Grenze“ zwischen den Vereinigten Staaten und Molossia

### Kriegsanleihen
Kevin Baugh nutzt den „Krieg gegen die DDR“ durch sogenannte „Kriegsanleihen“ als Einkommensquelle. Diesen „Molossian War Bond“ kann man für 3 US-Dollar kaufen.

### Tourismus
Eine weitere Einkommensquelle für Molossia ist der Tourismus. Pro Jahr besuchen ca. 200 Personen die Mikronation. Baugh und seine Familie bieten von April bis Oktober Touren für Touristen an, die etwa eine Stunde dauern.